# La Famille Beauvisage

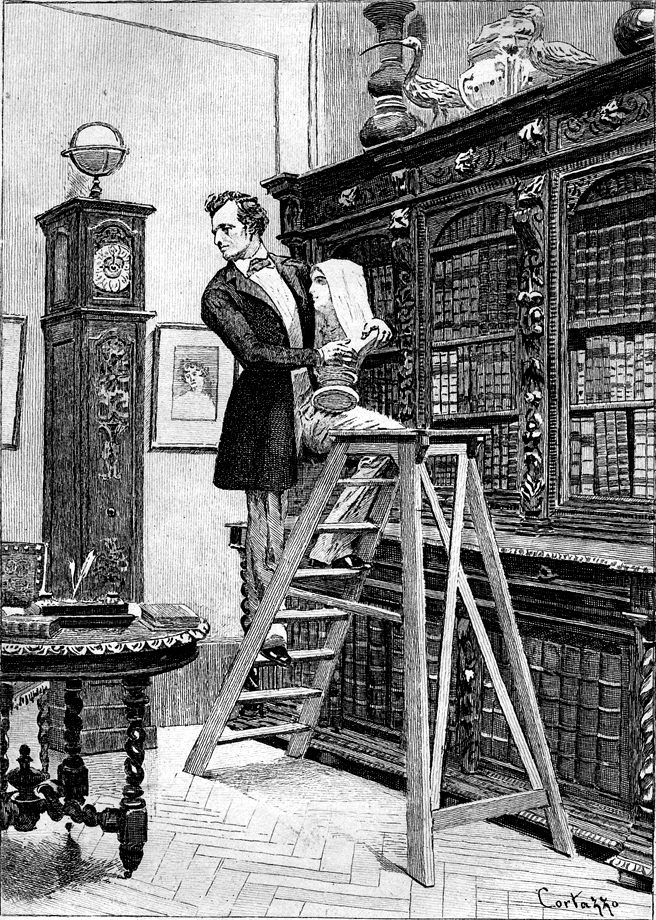
Le Député d’Arcis (troisième partie).

La Famille Beauvisage est la troisième partie d’un roman français d’Honoré de Balzac : Le Député d'Arcis, commencé en 1839, inachevé à la mort de l’auteur et terminé par Charles Rabou qui le fit paraître, en 1852 dans Le Constitutionnel, avec les deux autres parties du Député d’Arcis.
La Famille Beauvisage sera publiée en volume chez Potter en 1855 et plus tard chez Michel Lévy dans les Œuvres complètes d’Honoré de Balzac avec la mention : « Terminé par Charles Rabou (1864). »

## Thème et résumé
Le texte revient sur la généalogie de cette famille issue d’un fermier des Cinq-Cygne, homme sournois, ennemi de Michu dans Une ténébreuse affaire, qui commence à faire fortune sous l’Empire. Soutenu par le sénateur Malin de Gondreville, il a réussi à soustraire l’unique enfant survivant de sa nombreuse famille, Philéas Beauvisage, à la conscription en lui « achetant un homme ». Philéas ne tarde pas à faire fortune dans la bonneterie et fonde le trust des cotons.
Ayant épousé la fille du notaire d’Arcis-sur-Aube, il devient maire de cette même ville, où il ne soutient ni la candidature de l’avocat Guiguet, ni celle du fils du comte Keller à la députation de la circonscription et se présente lui-même avec succès. Mais la tête forte du ménage n’est pas ce marchand d’une ignorance crasse, c’est plutôt sa femme, Séverine Beauvisage, rompue aux mondanités locales. Séverine repère, au premier coup d’œil, Maxime de Trailles comme parfait époux pour sa fille Cécile. Madame mère (qui a pour amant le vicomte de Chargebœuf dont Cécile est la fille adultérine) rêve de rejoindre Paris et ses fastes. Ce qui deviendra possible par l’union de sa fille, richement dotée par le vicomte, et de Maxime de Trailles. Mais ce dernier évènement n’apparaîtra que dans Béatrix.